# Oonops alticola
Oonops alticola là một loài nhện trong họ Oonopidae.
Loài này thuộc chi Oonops. Oonops alticola được Lucien Berland miêu tả năm 1914.